# Ecuadortrogon
Ecuadortrogon (Trogon mesurus) är en fågel i familjen trogoner inom ordningen trogonfåglar.

## Utseende och läte
Ecuadortrogonen är en stor trogon med röd buk. Båda könen har vita ögon, enfärgat svart stjärt, mestadels gul näbb och varierande mängd vitt på bröstet. Hanen är mestadels grön med svart ansikte. Honan är mestadels grå med mörk näbböverdal. Arten är mycket lik blåstjärtad trogon, men olikt denna uppvisar ecuadortrogonen en vit fläck eller strimma på bröstet. Sången består av lugna serier med visslingar eller hoande ljud.

## Utbredning och systematik
Fågeln förekommer i västra Ecuador och nordvästra Peru. Den behandlas som monotypisk, det vill säga att den inte delas in i några underarter.

## Levnadssätt
Ecuadortrogonen hittas i torra och halvfuktiga skogar. Den sitter still på trädgrenar under långa perioder, varifrån den ibland gör utfall för att plocka frukt eller fånga insekter.

## Status och hot
Arten har ett stort utbredningsområde, men tros minska i antal, dock inte tillräckligt kraftigt för att den ska betraktas som hotad. Internationella naturvårdsunionen IUCN listar arten som livskraftig (LC).